# Blomnäsa
Blomnäsa eller Blomnäst fladdermus (Anthops ornatus) är en fladdermusart som beskrevs av Thomas 1888. Anthops ornatus är ensam i släktet Anthops som tillhör familjen rundbladnäsor. IUCN kategoriserar arten globalt som otillräckligt studerad. Inga underarter finns listade.
Individerna når en kroppslängd (huvud och bål) mellan 47 och 50 mm. Ett uppmätt exemplar var 8 gram tung. Svansen är jämförd med svansen hos andra rundbladnäsor kort. Hudflikarna vid näsan (bladet) liknar en blomma. Pälsen har huvudsakligen en grå färg.
Arten förekommer bara på öarna Choiseul, Santa Isabel, Guadalcanal och Bougainville som tillhör Salomonöarna. Den når där 200 meter över havet. Habitatet utgörs av tropiska fuktiga skogar. Födosöket sker även nära människans boplatser. Anthops ornatus äter troligen främst insekter.